# Abamectină
Abamectina este un antihelmintic, insecticid și acaricid din clasa avermectinelor. Este alcătuită din minimum 80% abamectină B1a și din maximum 20% abamectină B1b.